# Roman Fonfara
Roman Fonfara (ur. 26 stycznia 1985 w Katowicach) – polski hokeista, zawodnik GKS Katowice.
Roman Fonfara wywodzi się ze znanej śląskiej rodziny sportowców i jest absolwentem X Liceum Ogólnokształcącego im. Ignacego Paderewskiego w Katowicach. Jego bratem jest piłkarz Grzegorz Fonfara.

## Kariera klubowa
- GKS Katowice (2003–2011)